# Baisweil

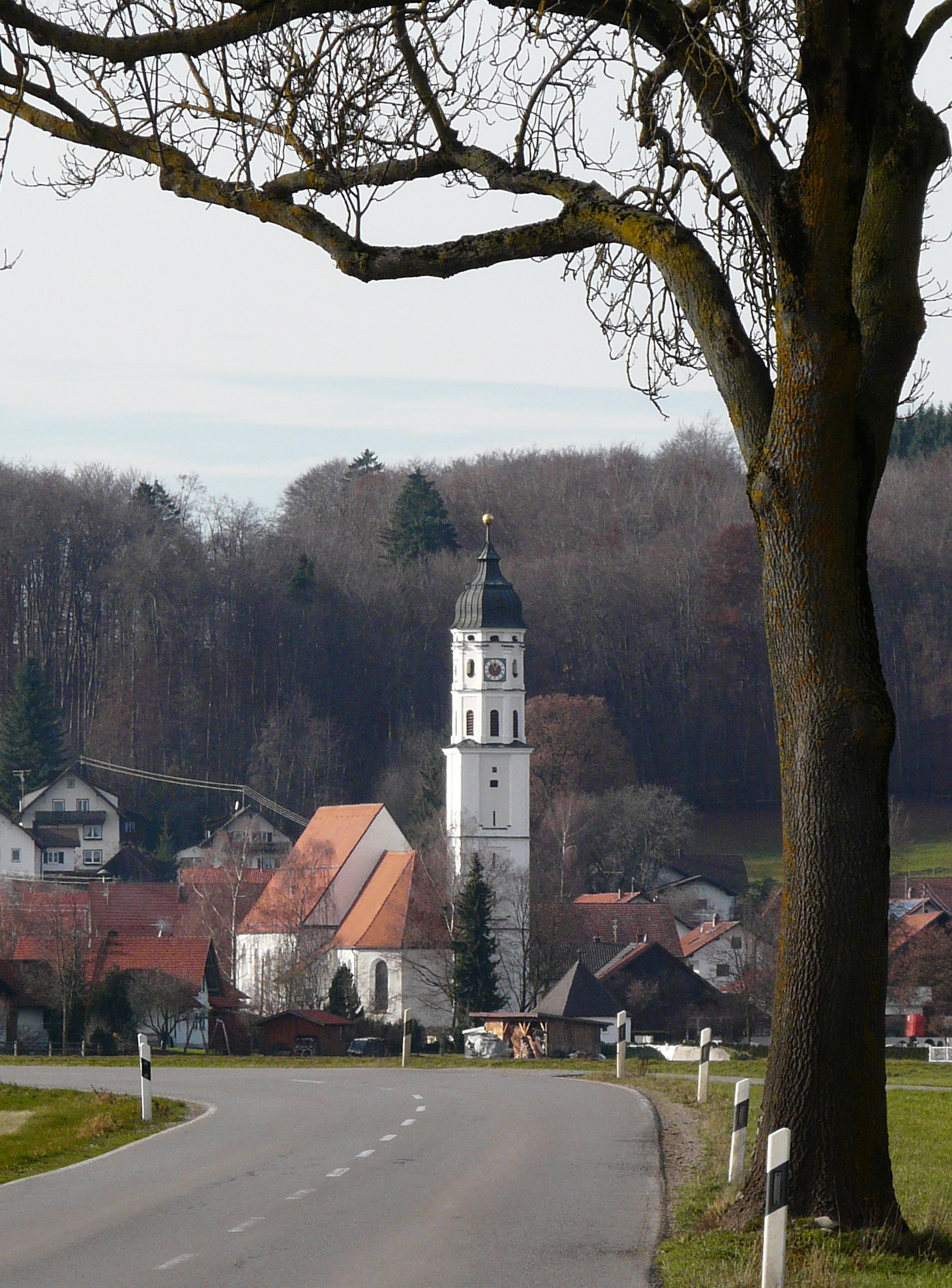
Lauchdorf an der B 16

Baisweil ist eine Gemeinde im schwäbischen Landkreis Ostallgäu. Sie ist Mitglied der Verwaltungsgemeinschaft Eggenthal.

## Geografie
Baisweil liegt am Rand des Allgäus im Nordwesten des Landkreises Ostallgäu im Dreieck zwischen Kaufbeuren, Mindelheim und Bad Wörishofen. Die Höhenlage der Gemeinde beträgt 646 m ü. NHN am Nordrand bis 755 m ü. NHN im Südosten des Gemeindegebiets.

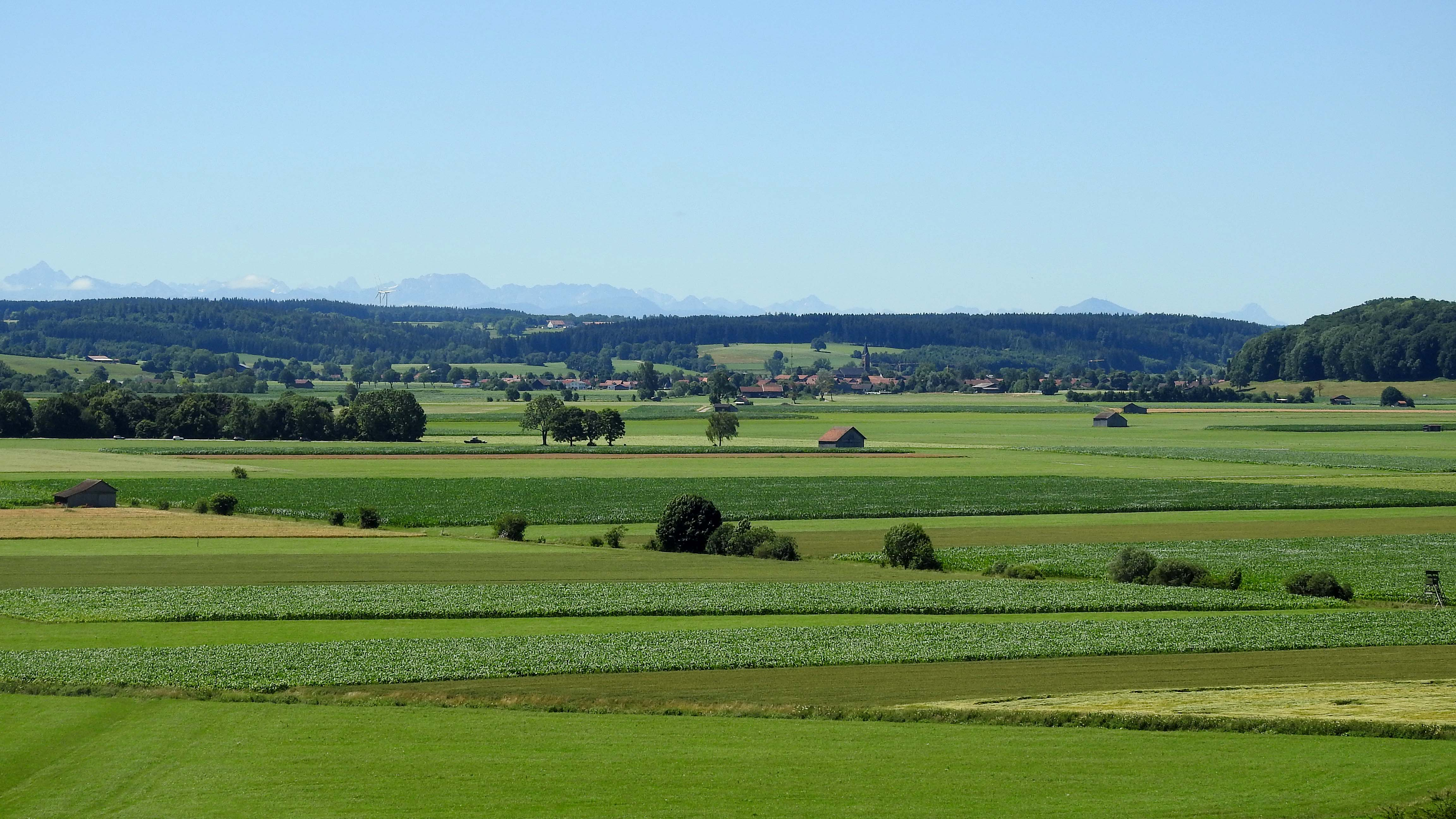
Baisweil von Norden, im Hintergrund die Allgäuer Alpen

Es gibt drei Gemeindeteile (in Klammern ist der Siedlungstyp angegeben):
- Baisweil (Pfarrdorf)
- Lauchdorf (Pfarrdorf)
- Großried (Weiler)

## Geschichte

### Bis zur Gemeindegründung
Baisweil liegt im Nordwesten des Ostallgäus in einem Tal, eingerahmt von Seitenmoränen, auf ca. 680 m über Meereshöhe. Dort verlief ehemals die Römerstraße Kempten – Augsburg. Spuren einer frühen Besiedelung entlang des südöstlich gelegenen Hügels reichen bis in diese Zeit zurück.
Eine erstmalige Erwähnung fand der Ort bzw. die Burg der Herren von Baisweil mit dem Namen „Beizwile“ im Jahre 1130. Nachdem der Ortsadel, der am nordwestlichen Höhenrand siedelte, schon früh ausgestorben war, gehörte Baisweil von 1496 bis 1803 zur Reichsabtei Irsee.  Seit dem Reichsdeputationshauptschluss von 1803 gehört der Ort zu Bayern. Im Zuge der Verwaltungsreformen in Bayern entstand mit dem Gemeindeedikt von 1818 die heutige Gemeinde.

### 19. und 20. Jahrhundert
Nach einem Kirchturmeinsturz in der Osternacht 1886 wurde eine Kirche im neuromanischen Stil erbaut und 1906 eingeweiht.
Bis heute weist der Ort eine ländliche Struktur auf. Doch in den vergangenen Jahrzehnten verringerte sich auch hier die Zahl der landwirtschaftlichen Betriebe erheblich. Die Gemeinde gehört seit dem 1. Mai 1978 zur Verwaltungsgemeinschaft Eggenthal.

### Eingemeindungen
Im Zuge der Gebietsreform in Bayern wurde am 1. Juli 1976 die Gemeinde Lauchdorf mit ihrem Gemeindeteil Großried eingegliedert.

### Einwohnerentwicklung
| Jahr      | 1961 | 1970 | 1987 | 1991 | 1995 | 2000 | 2005 | 2010 | 2015 | 2020 |
| Einwohner | 1148 | 1093 | 1127 | 1181 | 1236 | 1296 | 1322 | 1296 | 1289 | 1303 |

Die Bevölkerung wuchs von 1988 bis 2008 um 124 Einwohner bzw. ca. elf Prozent. Zwischen 1988 und 2018 wuchs die Gemeinde von 1159 auf 1313 um 154 Einwohner bzw. um 13,3 %.

## Politik

### Bürgermeister
Erster Bürgermeister ist Stefan Seitz (Bürgerblock Baisweil/Freie Wählergemeinschaft Lauchdorf). Dieser wurde im Jahr 2014 Nachfolger von Thomas Steinhauser und am 15. März 2020 mit 87,53 % der Stimmen im Amt bestätigt.

### Gemeinderat
Bei der Wahl am 15. März 2020 lag die Wahlbeteiligung bei 77,6 %; es wurden zwölf Gemeinderäte neu gewählt. Die Sitzverteilung ist wie folgt:
- Bürgerblock Baisweil: 6 Sitze (53,45 %)
- Freie Wählergemeinschaft Lauchdorf: 4 Sitze (32,48 %)
- Frauen im Gemeinderat: 2 Sitze (14,07 %).

Gegenüber der Wahl vom 16. März 2014 verlor der Bürgerblock zwei Sitze, die an die neu vertretene Gruppe Frauen im Gemeinderat fielen. Neben den Vertreterinnen dieser neuen Gruppe ist eine dritte Frau über den Wahlvorschlag Freie Wählergemeinschaft Lauchdorf in den Gemeinderat gewählt worden.

## Baudenkmäler

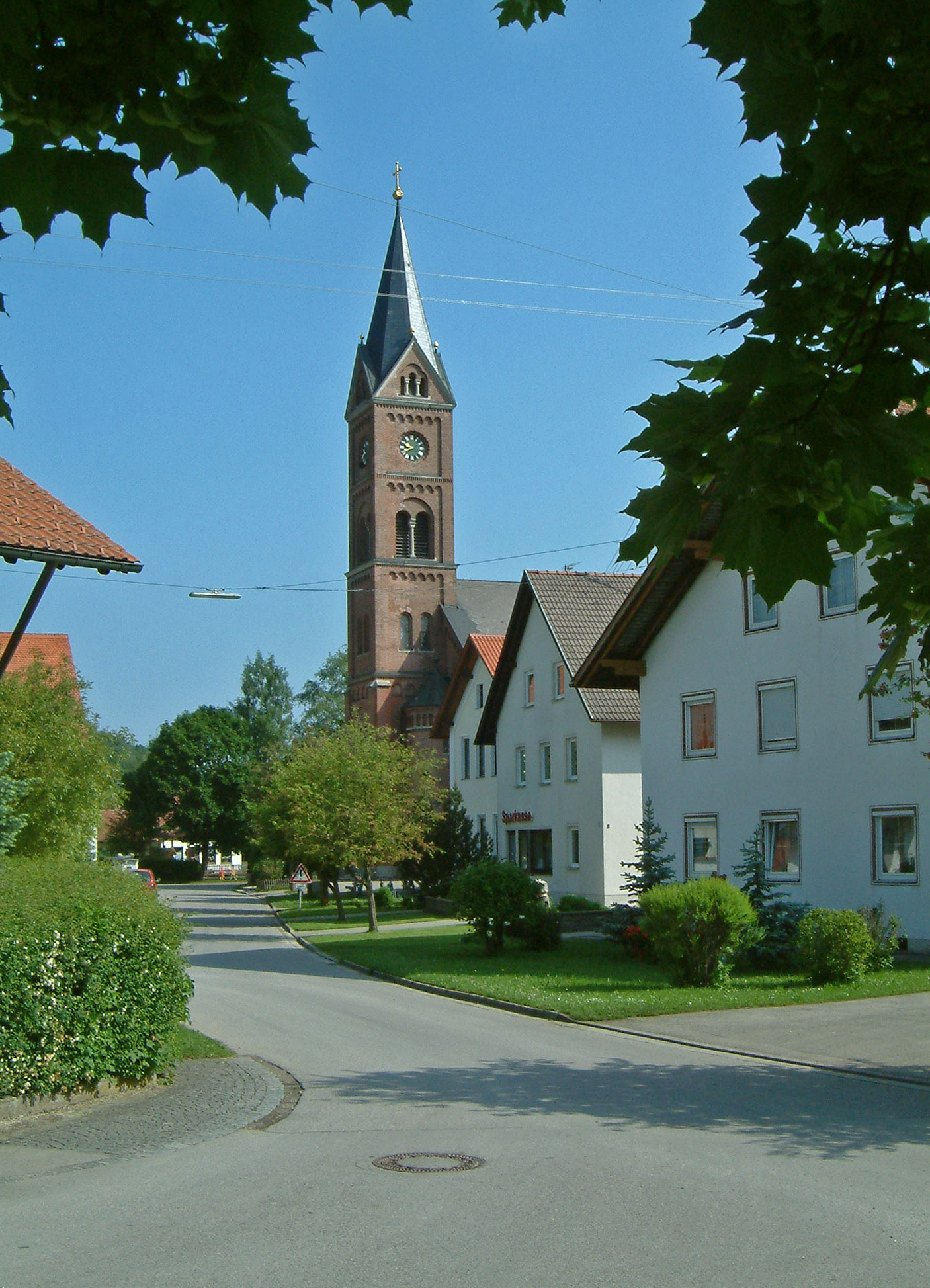
Baisweil

### Wappen
| Wappen von Baisweil | Blasonierung: „In Blau ein silberner Schwanenrumpf.“                     |
| Wappen von Baisweil | Wappenbegründung: Es geht auf das Wappen der Herren von Baisweil zurück. |

## Wirtschaft und Infrastruktur

### Wirtschaft einschließlich Land- und Forstwirtschaft
Es gab im Jahr 2021 im Bereich der Land- und Forstwirtschaft 12, im produzierenden Gewerbe 89 und im Bereich Handel und Verkehr keine sozialversicherungspflichtig Beschäftigte am Arbeitsort. In sonstigen Wirtschaftsbereichen waren am Arbeitsort 45 Personen sozialversicherungspflichtig beschäftigt. Sozialversicherungspflichtig Beschäftigte am Wohnort gab es insgesamt 530. Im verarbeitenden Gewerbe gab es keine Betriebe, im Bauhauptgewerbe vier Betriebe. Zudem bestanden im Jahr 2020 46 landwirtschaftliche Betriebe mit einer landwirtschaftlich genutzten Fläche von 1789 ha. Davon waren 733 ha Ackerfläche und 1056 ha Dauergrünfläche.

### Bildung
2022 gab es folgende Einrichtungen:
- 1 Kindergarten: 68 Betreuungsplätze, 64 Kinder

### Wasserversorgung
Die Gemeinde wird über zwei Quellen südlich des Hauptortes versorgt. Es besteht ein ca. 24 ha großes Wasserschutzgebiet.